# Jammergraszanger
De jammergraszanger (Cisticola lais) is een zangvogel uit de familie Cisticolidae.

## Verspreiding en leefgebied
Deze soort komt voor in zuidelijk Afrika en telt zeven ondersoorten:
- C. l. namba: westelijk Angola.
- C. l. semifasciatus: noordoostelijk Zambia, zuidelijk Tanzania, Malawi en noordoostelijk Mozambique.
- C. l. mashona: Zimbabwe, zuidelijk Mozambique en noordoostelijk Zuid-Afrika.
- C. l. oreobates: Gorongosa-gebergte (centraal Mozambique).
- C. l. monticola: noordelijk Zuid-Afrika.
- C. l. lais: oostelijk Zuid-Afrika en Lesotho.
- C. l. maculatus: zuidelijk Zuid-Afrika.

## Status
De grootte van de populatie is niet gekwantificeerd maar de soort wordt omschreven als algemeen in het grootste deel van zijn verspreidingsgebied. Op de Rode lijst van de IUCN heeft deze soort de status niet bedreigd.